# Albert Mirlesse
Albert Mirlesse, né le 25 février 1914 à Suresnes (Hauts-de-Seine) et mort le 12 avril 1999 à Genève (Suisse), était un officier aviateur français. Il a été un des fondateurs du régiment de chasse Normandie-Niemen durant la Seconde Guerre mondiale.

## Biographie
Albert Mirlesse appartient à une famille de confession juive originaire de Moscou. En 1940, alors qu'il est jeune ingénieur au Ministère de l'air (officier mécanicien). Il décide de rejoindre la France libre en Angleterre mais la route est longue : il doit passer par le Cameroun et le Sénégal. Il intègre et dirige le 2e Bureau (analyse du renseignement) des FAFL (Forces Aériennes Françaises Libres) à Londres sous les ordres du lieutenant-colonel Martial Valin.
Grâce à ses qualités et au fait qu'il parle la langue russe, le capitaine Mirlesse est chargé d'organiser le Groupe de Chasse GC/3 Normandie (qui deviendra plus tard le Normandie-Niémen) qui doit être envoyé en Russie afin d'épauler les troupes russes contre les troupes allemandes sur le front de l'est. En coordination avec l'État russe, le KGB et certains de ses camarades, il participe aux négociations concernant la création du Groupe de chasse en Russie. Il structure le Groupe en choisissant les procédures, les appareils (Yak-3), les insignes. De retour à Londres, il continue son travail d'ingénieur sur les simulateurs de vol et en inventant un coupe-câbles monté sur avion afin de couper les câbles reliant les ballons dirigeables au sol.
Après la guerre, Albert Mirlesse continue sa carrière dans l'aéronautique civile.
Il est inhumé au cimetière d'Issy-les-Moulineaux.

## Décorations
- Officier de la Légion d'honneur[4]
- Croix de guerre 1939–1945[2]